# Barkyaruk
Abu-al-Mudhaffar Rukn-ad-Dunya-wa-d-Din Barkyaruq ibn Jalal-ad-Dawla Malik Shah —en árabe: أبو المظفر ركن الدنيا والدين بركياروق بن جلال الدولة ملك شاه‎, más conocido por su apodo Barkyaruq —sobrenombre que provendría de la expresión túrquica Berk Yaruq  que significa «luz constante», «luz firme»—  (Isfahan, 1079 /1080 - Borujerd, 1104 /1105 ) fue el cuarto sultán selyúcida (1094-1105 ).

## Juventud
Era el hijo mayor de Malik Shah I y tenía 13 años en la muerte de su padre en noviembre de 1092. La viuda Turkan Khatun disponía del tesoro y tenía por tanto un cierto control sobre el gobierno, e hizo proclamar sultán en Bagdad a un hermano de Barkyaruq, Mahmud ibn Malik-Shah, de 4 años. Taj-al-Mulk, enemigo y sucesor de  Nidham-al-Mulk Abú Alí al-Hasan, consejero de Turkan Khatun, no pudo eliminar la clientela armada de los hijos de Malik-Shah y los  nizamidas cogieron a Barkyaruq, que estaba en Isfahán, y lo llevaron a su centro principal, Rayy, donde le proclamaron sultán; otros pretendientes eran Ismail ibn Yaqut, tío materno de Barkyaruq y primo de Malik Shah, que alegaba la tradicional preeminencia del miembro de mayor edad de la familia; Tutush I, hermano de Malik Shah, feudatario de Siria; y otro hermano de Malik Shah, Arslan Arghun, feudatario en el Jorasán.

## Sultán
Finalmente Barkyaruq emergió vencedor de la guerra civil después de la muerte de Tadj al-Mulk a manos de los nizamidas, seguida de las de Turkan Khatun y de Mahmud, y la muerte también de Ismail a manos de los nizamidas, y finalmente la de  Tutush, que después de asegurarse el dominio de Mesopotamia (con Bagdad) invadió la meseta iraní, pero perdió el apoyo de sus grandes emires Ak Sunkur al-hadjib de Alepo y Buzan de Edessa y fue opuesto con fuerza por los emires de Persia, todos desconfiados de la creación de nuevas clientelas, y murió en batalla. También murió un tiempo después Arslan Arghun que aspiraba a ser independiente en  Jorasán y se había impuesto en Buribars (hermano de Malik-Shah) enviado por Barkyaruq para someterlo.
El 1095 Barkyaruq era casi universalmente reconocido como sultán y especialmente por califa y en 1096 dominó también Jorasán extendiendo su influencia hacia Samarcanda y Gazni. El estado selyúcida era como una federación de principados autónomos: a Damasco Duqaq, hijo de Tutush I; en Alepo, Ridwan, que lo reconocían como sultán supremo. En el Jorasán dominaba Barkyaruq, pero en las zonas montañosas del este estaban sublevados un primo de Malik Shah, un descendiente del yabghu (hermano de  Tughril Beg) y otros; Barkyaruq formó en la región un sultanato autónomo por su hermano  Sanjar ayudado por un gobernador designado por el mismo Barkyaruq; Azerbaiyán fue dado en feudo a su hermano Muhammad ibn Malik-Shah con un atabeg designado también por Barkyaruq.
Tanto Sandjar como Muhammad eran sus hermanos por parte de padre pero de diferente madre (y los dos tenían la misma madre, diferente de la madre de Barkyaruq) y fueron incitados a la revuelta por Majd al-Mulk, hijo de Nizam al-Mulk Abu Ali al-Hasan que había perdido el cargo de visir por decisión de Barkyaruq, en favor de un hermano que era su rival. Una guerra civil siguió con constantes cambios de alianza y en la que la victoria favorecía a veces a unos ya veces a otros. Un acuerdo estableció que Muhammad gobernaría Azerbaiyán y Armenia bajo soberanía de Barkyaruq, pero Muhammad no quedó satisfecho y pronto retomó la lucha y fue derrotado huyendo a Armenia.
Finalmente Barkyaruq, enfermo a causa de estas guerras, terminó aceptando el 1104 la partición del sultanato, conservando el  Djibal con Rayy y Tabaristán, Faros, Khuzestan, la mitad de Irak y Hijaz, mientras su hermano recibía la mitad de Irak, Isfahán, la frontera del oeste, Azerbaiyán y Siria y el encargo de hacer la guerra santa. Sanjar por su parte debía leer la  khutba  en nombre de Muhammad y en nombre propio pero no en nombre de Barkyaruq.
Dentro de los territorios asignados operaban diversas fuerzas centrífugas: Kerbugha en la alta Mesopotamia y luego su sucesor Djekermish, casi independientes en Mosul; los Ortúquidas en Diyarbakir; los principados turcomanos en Armenia y los Rawwádidas en Ani, de los que nació el poder de Sukman al-Kutb, antiguo oficial selyúcida, que se proclamó Shah-i Armin en Akhlat; los mazyádidas en la Batiha; los señores kurdos en las montañas del Kurdistán; las provincias de la Mar Caspio con sus dinastías locales; y las zonas montañosas del Jorasán; además de señorías buwáyhidas, y de grandes oficiales feudatarios selyúcidas, la más conocida la de los hijos de Bursuk en Tustar.

## Sus visires y consideraciones generales
Barkyaruq tuvo cinco visires; tres eran hijos de Nizam al-Mulk, Izz al-Mulk (muerte 1094), Majd al-Mulk (ya mencionado, que cayó en desgracia al cabo de un año de ejercer el cargo), y Fakhr al-Mulk (hasta el 1100); y los otros Abd al-Djalil al-Dihistani (muerto en combate) y al-Maybadhi (1102-05). Su misión principal fue encontrar dinero para hacer frente a los gastos del estado, por lo que a menudo tuvieron que recurrir a las aprehensiones.
Los más beneficiados a su reinado fueron los ismaelitas que ocuparon Alamut (1090) y otras fortalezas al Daylam y Kuhistán, y al borde de Isfahán, y la señoría antes ismaelita de Tabas que los apoyaba. Al final de su reinado, consciente de la peligrosidad de los ismaelitas, alentó matanzas en Bagdad e Irán, pero no pudo hacer nada para recuperar las fortalezas.

## Muerte
Murió repentinamente en Borujerd al comienzo del 1105 cuando solamente tenía 25 años. Su hijo Malik Shah II fue proclamado en Bagdad, pero fue eliminado por su tío Muhammad I Tapar.